# Esch
Pour les articles homonymes, voir Esch (homonymie).
L'Esch est une rivière française du Grand Est qui coule dans les départements de la Meuse et de Meurthe-et-Moselle. C'est un affluent de la Moselle en rive gauche.

## Géographie

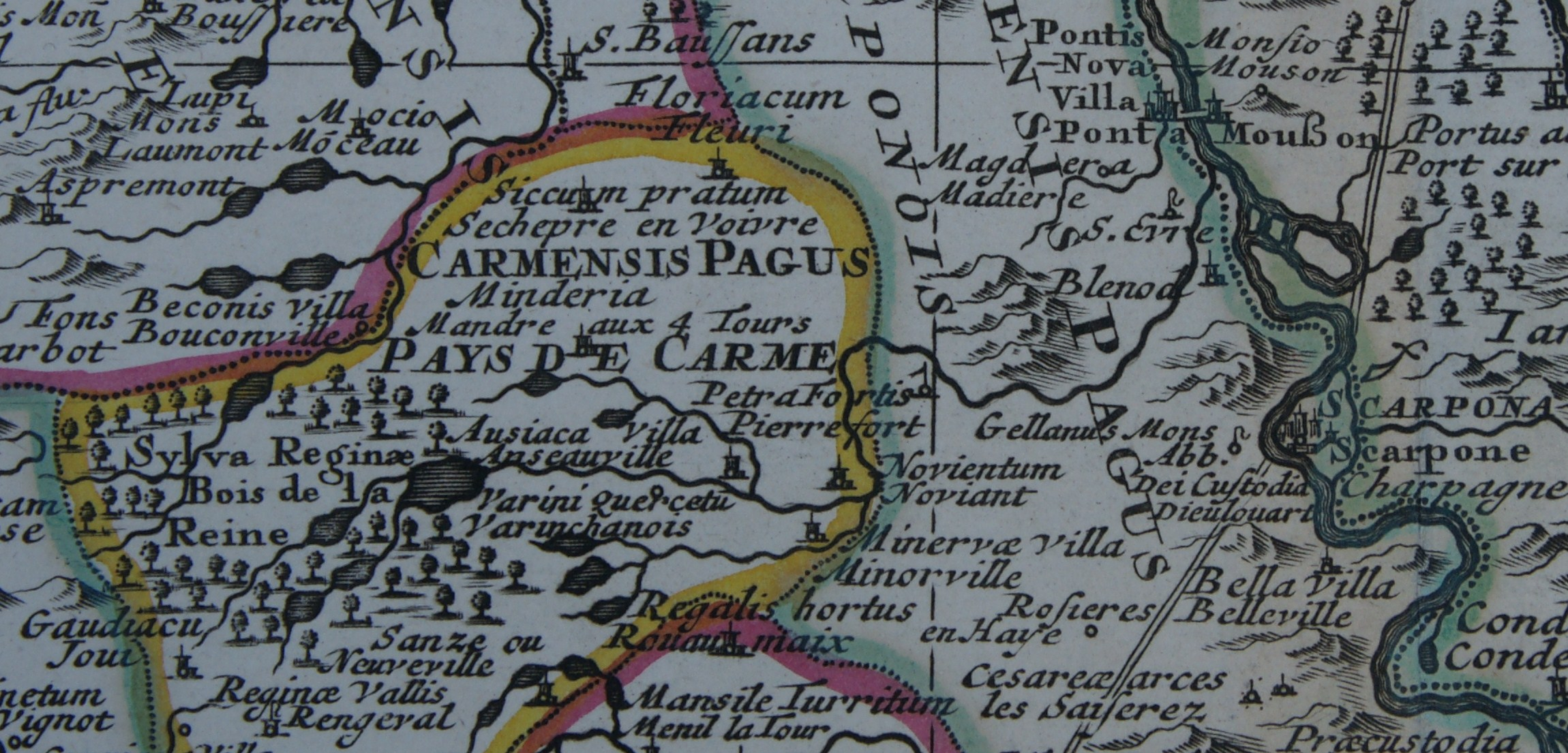
Le ruisseau d'Esch sur une carte du XVIIIe siècle

De 46,4 km de longueur, l'Esch est une rivière de Woëvre. Elle naît dans une région d'étangs au pied des côtes de Meuse, au sein du parc naturel régional de Lorraine. Elle possède deux sources, l'une à Jouy-sous-les-Côtes, l'autre sur le site de l'abbaye de Rangéval, sur le territoire de Corniéville, deux communes du département de la Meuse ayant fusionné en 2002 avec Gironville-sous-les-Côtes sous le nom de Geville. Elle entre tout de suite après dans le département de Meurthe-et-Moselle et traverse une région d'étangs au sein de la forêt de la Reine, la première source passant par l'étang de Gérard Sas (anciennement Girasa), la seconde par l'Etang Neuf, l'étang de la Grande Brunessaux et l'étang de la Mosée. Sa dénomination se rencontre ordinairement à partir de l'étang de la Mosée. Elle se dirige d'emblée vers le nord-est, direction qu'elle maintient globalement jusqu'à son confluent avec la Moselle. Elle se divise en deux bras sur le territoire de Jezainville, au niveau de « la Papeterie », reprend un cours unique à Blénod-lès-Pont-à-Mousson, puis traverse le site des fonderies PAM-Saint Gobain. Elle rejoint finalement la Moselle au niveau de la limite des territoires de Blénod-lès-Pont-à-Mousson et de Pont-à-Mousson, formant, avec l'ancien canal, l'île d'Esch.

## Hydronymie
La rivière a pris plusieurs dénominations au cours du temps. La plus singulière est celle de rivière de Rudesse, mais il semble que ce soit au XVIIIe siècle un nom du langage commun.
La première mention apparaît en, 932, dans une charte de l'abbaye de  Bouxières sous l'intitulé Fluviolus Escio. Puis le cartulaire de  Rangéval mentionne l'Esch en 1152 : Rivulus qui decurrit de fontibus Joey et vulgo vocatur Eyx (ruisseau prenant sa source à  Jouy, dont le nom vulgaire est Eyx). On trouve dans ce même cartulaire, en date de 1266, lou rui et lou ru d'Eis. Les mentions ultérieures dans les actes font état des noms d'Ache, Aix, Asche, Esse ou encore Eche. Cette dénomination de ruisseau d'Ache ou Esse est concurrente dans les ouvrages spécialisés du XIXe siècle ; elle est encore commune dans les premières décennies du XXe siècle, comme on peut le voir sur les cartes postales de l'époque, voisinant aussi Eische et Esche avant de se stabiliser sur l'orthographe Esch (voir cartes postales anciennes ci-dessous).
Un savant linguiste du XIXe siècle nous permet de saisir l'étymologie de ce nom. Un des noms qui désignent l'eau en sanscrit est AP. Il signifie humide, succulent, ou aimant l'humidité. Dans la première acception il a servi à dénommer la poire ; dans la seconde, l'ache, plante se développant dans les lieux humides. Le dérivé latin de AP est AQU-A, ayant donné en particulier le mot aquatique. Le pluriel AQU-AE a servi à dénommer un grand nombre de villes possédant des eaux thermales ; il a fait AIX en français : AIX en Savoie, AIX en Provence, AiX-la-Chapelle, etc. AQU-A a fait encore en vieux français, E-E, d'où EV-E, par l'insertion d'un v euphonique entre les deux e ; de là EV-IER. La dernière forme, celle qui a prévalu sur toutes les autres est, en vieux français, AU, EAUE : EAU. Le « e » initial n'a été ajouté que pour distinguer ce mot de la contraction « au » pour « à le ». L'e final de la seconde forme, toujours en vieux français, devrait être rétabli, nous dit le vénérable linguiste ; il marque le genre du mot ; il est étymologiquement indispensable.
On trouve d'autres rivières portant l'un des noms du ruisseau : l'Ache. Un auteur décrivant les Alpes allemandes en donne d'autres exemples : La terminaison ach, fréquente pour les noms de rivières, doit venir du latin aqua, eau. Plusieurs torrents portent le nom d'Ache ou Achen, synonyme de Bach, et on les distingue par le nom de la vallée qu'ils arrosent. La ville d'Aix-la-Chapelle s'appelle Aachen.
Si l'on prend en compte ces références et les dénominations d'Ache et de ruisseau d'Aix, l'Esch est tout simplement « l'eau qui arrose la vallée ».
Cependant une autre étymologie peut être recherchée dans le mot latin ESCA, signifiant aliment, nourriture. On trouve dans les premiers grands dictionnaires au XVIIIe siècle le mot Esche, dont on dit que les pêcheurs autour de Paris s'en servent pour signifier amorce. Par ailleurs, le mot Achée est donné, comme celui de Laiche, à certains vers qui servent à nourrir les oiseaux ou pour amorcer les hameçons des pêcheurs. Ces définitions sont jointes en une seule au début du XXe siècle par le dictionnaire Larousse sous l'article Aiche, èche, esche, indiquant que le terme le plus approprié est achée.
Voila donc une deuxième signification : l'Esch serait peut-être depuis longtemps un ruisseau où l'on pêche à l'amorce. En même temps, on peut facilement envisager que la consonance des deux mots a pu faciliter le passage de l'un à l'autre, empêchant de retrouver le sens exact. Cependant on reste dans tous les cas au plus près du milieu aquatique.

## Communes traversées
L'Esch traverse ou longe, d'amont en aval, les territoires des communes suivantes ; dans certains cas, le ruisseau matérialise uniquement la délimitation des bans communaux sur une petite distance :
- Département de la Meuse : Jouy-sous-les-Côtes, Corniéville, Broussey-Raulecourt ;
- Département de Meurthe-et-Moselle : Mandres-aux-Quatre-Tours, Hamonville, Ansauville, Royaumeix, Grosrouvres, Minorville, Domèvre-en-Haye, Manonville, Lironville, Martincourt, Rogéville, Gézoncourt, Villers-en-Haye, Griscourt, Dieulouard, Jezainville, Blénod-lès-Pont-à-Mousson et Pont-à-Mousson.

- Cartes postales du début du XXe siècle

Cartes postales du début du siècle
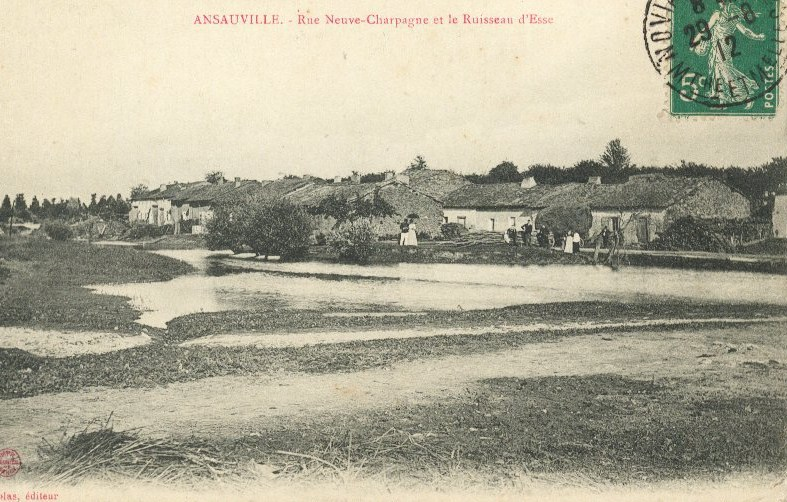
Ansauville. Rue neuve Charpagne et le ruisseau d'Esse.
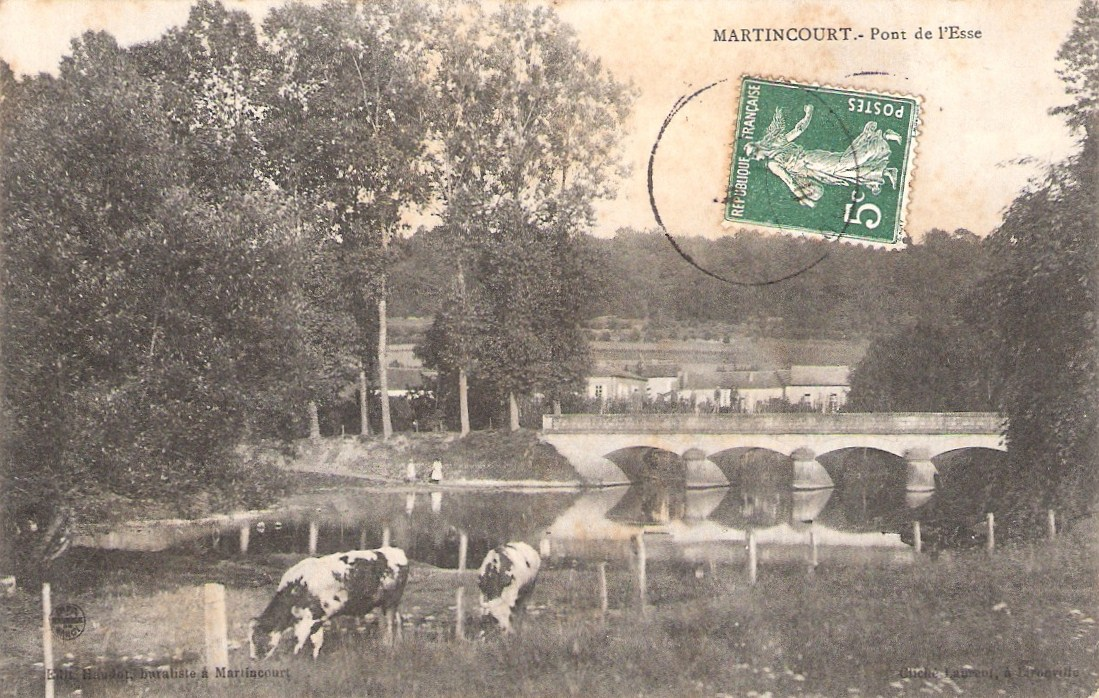
Martincourt. Le pont sur l'Esse.
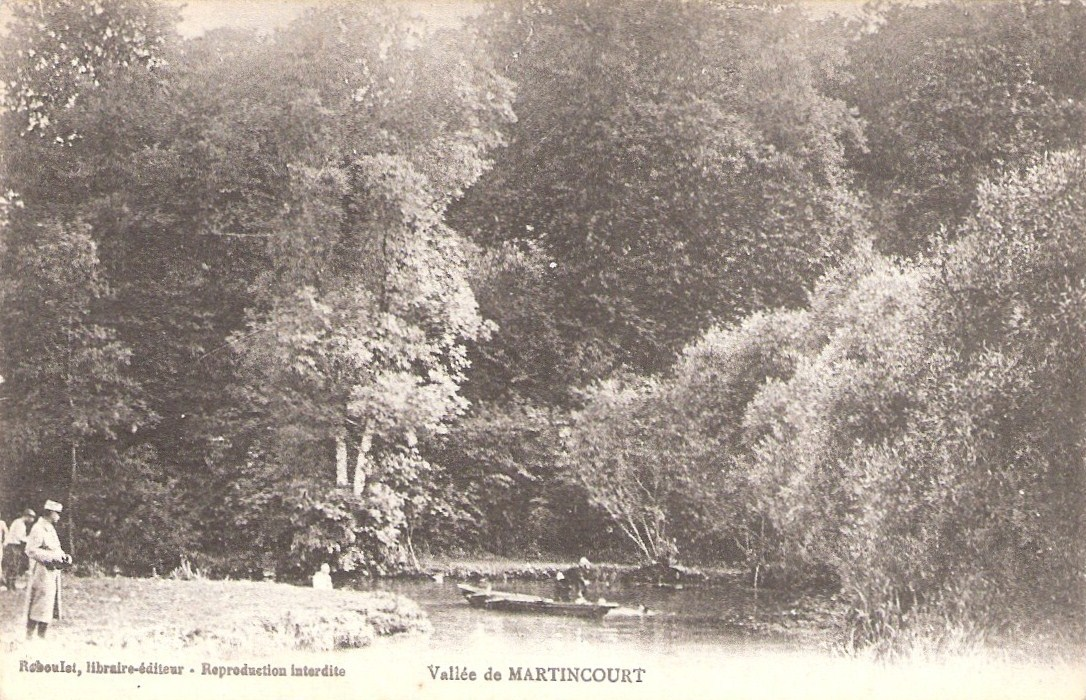
Martincourt. La vallée.
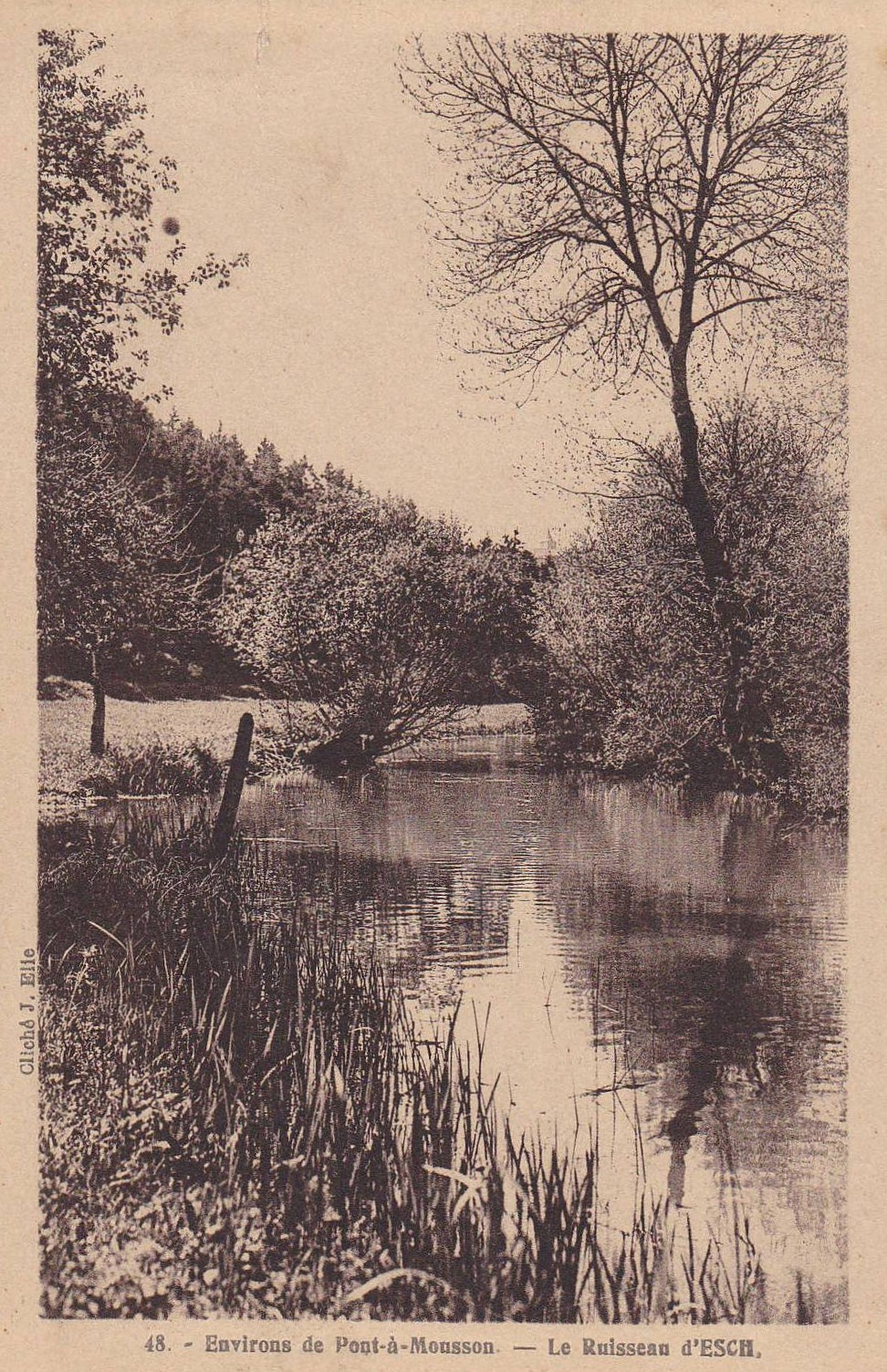
Entre Gézoncourt et Griscourt, le ruisseau d'Esch au lieu-dit Sous Foussot.
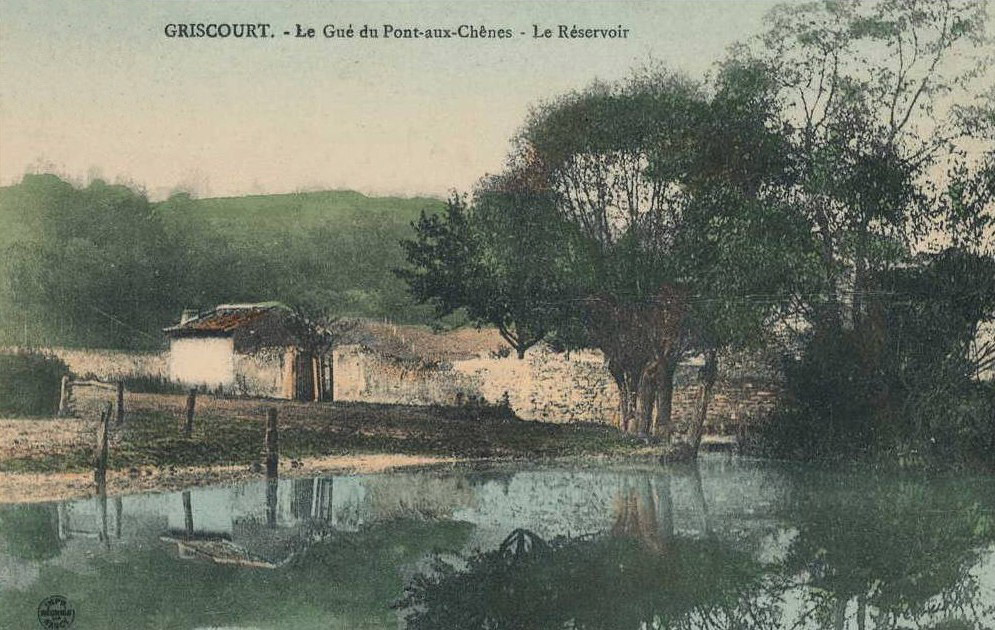
Griscourt. Le gué du Pont-aux-Chênes. Le réservoir.
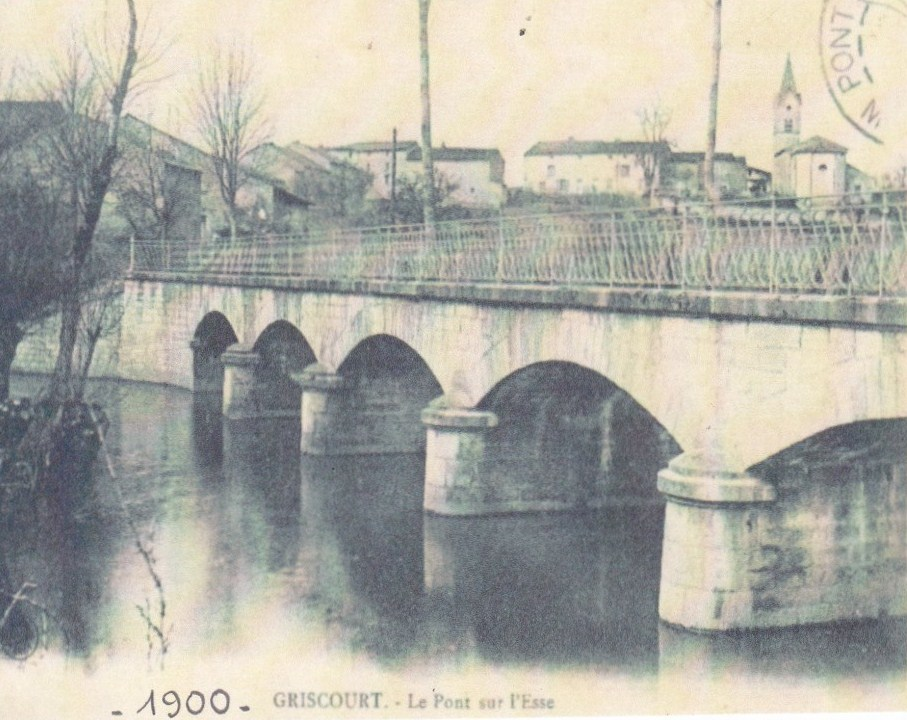
Griscourt. Le pont sur l'Esse.
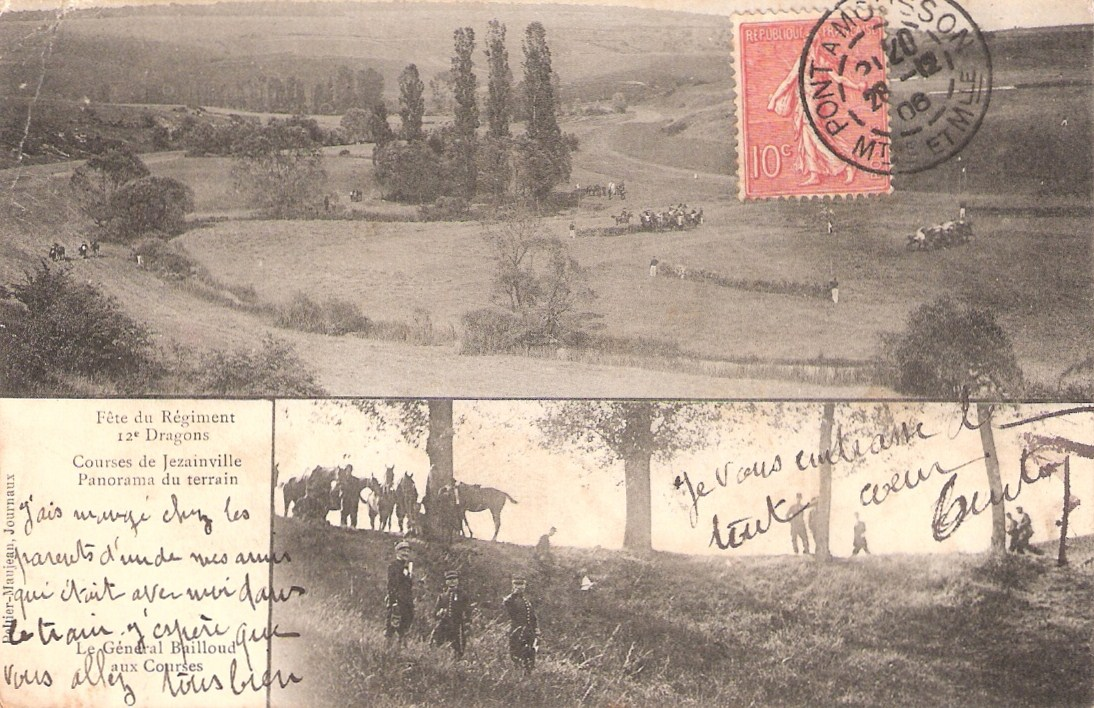
Jézainville. La vallée de l'Esch et course de chevaux du 12e Régiment de Dragons de Pont-A-Mousson. Les méandres sont soulignés par la ripisylve.
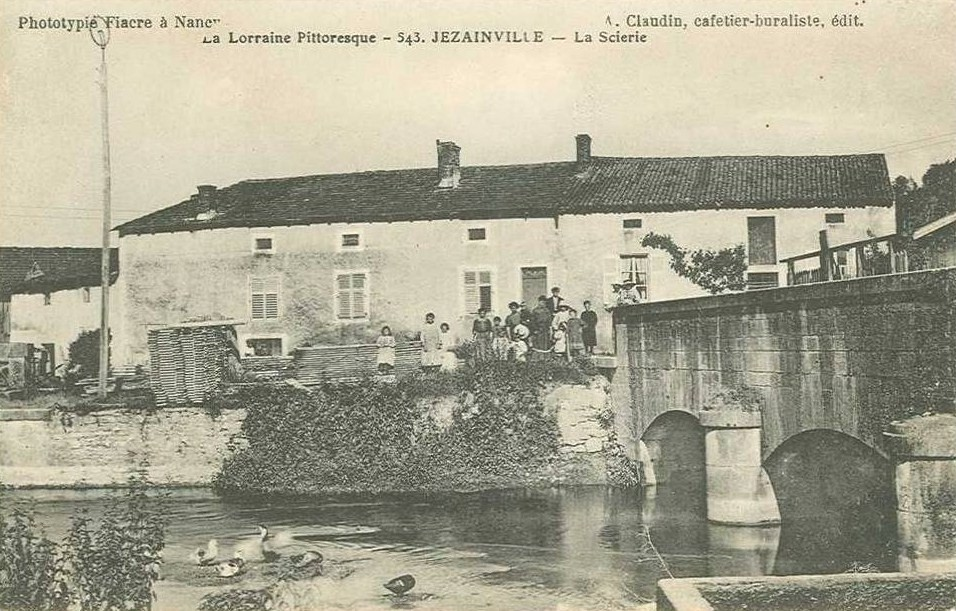
Jézainville. Le pont près de la scierie.
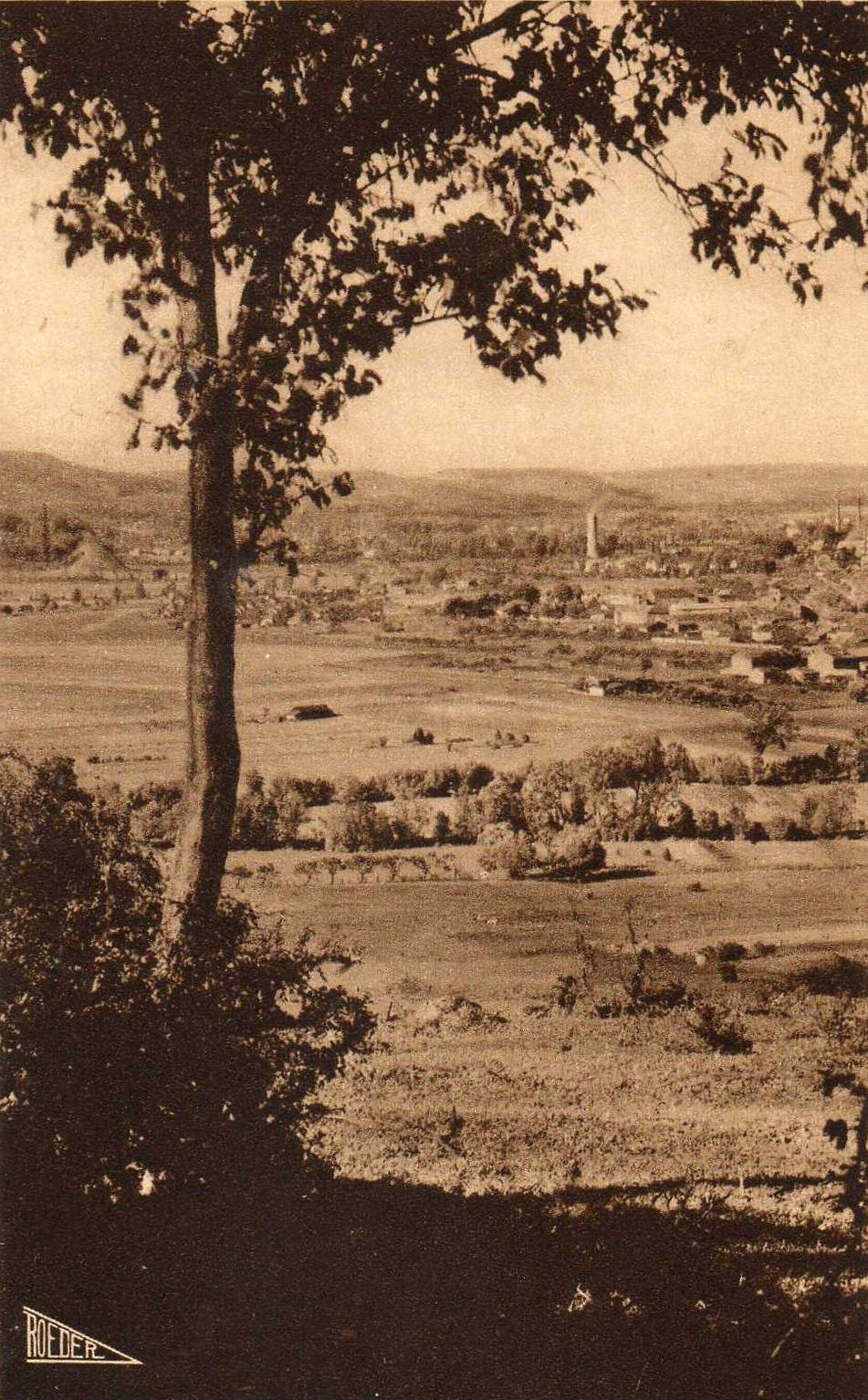
Blénod-lès-Pont-à-Mousson. À cet endroit le ruisseau d'Esch se sépare en deux bras, soulignés par leur ripisylve.
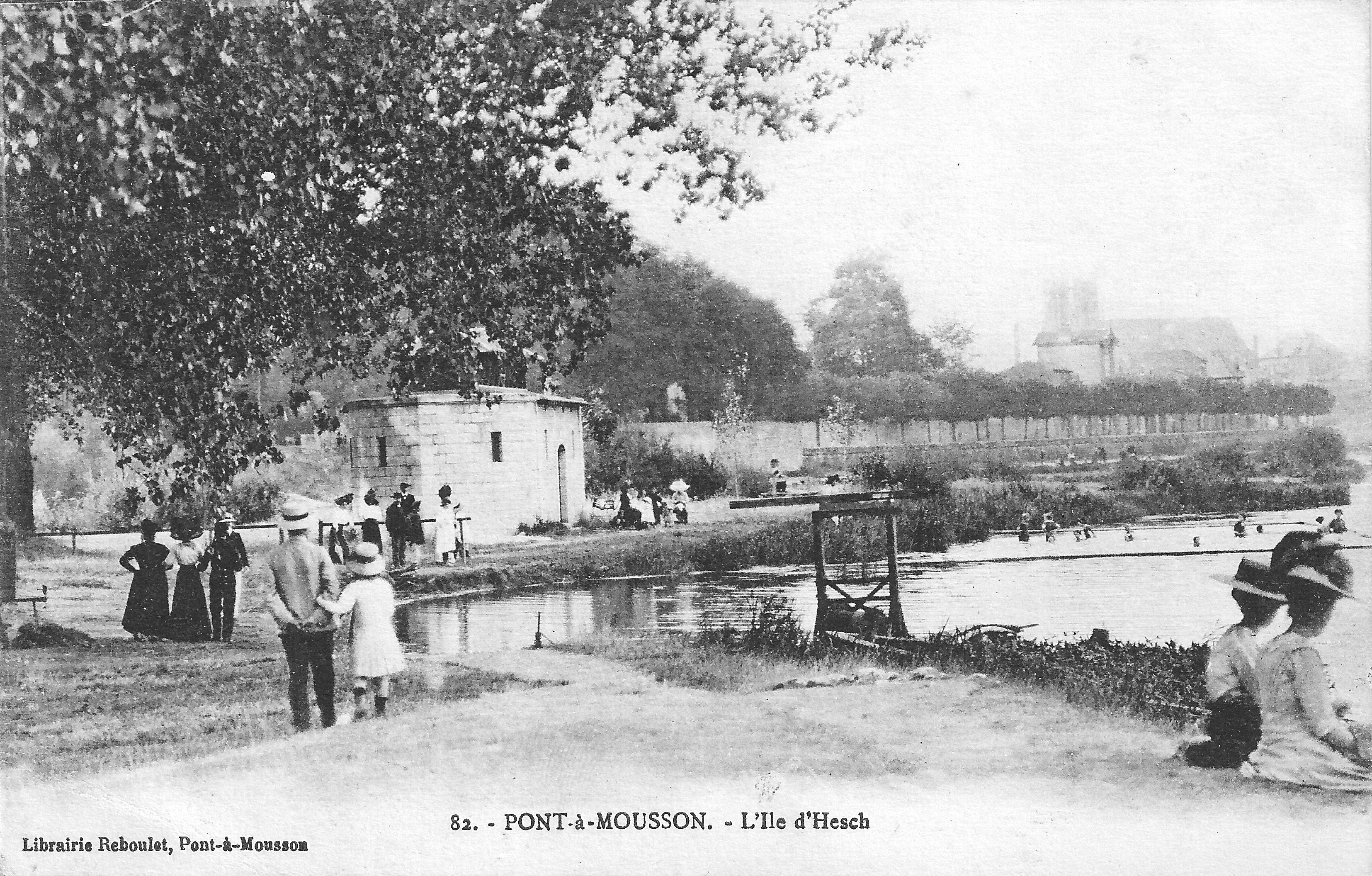
L'île d'Hesch à Pont-à-Mousson. Bord de Moselle.

## Affluents
Les affluents de l'Esch, d'amont en aval :

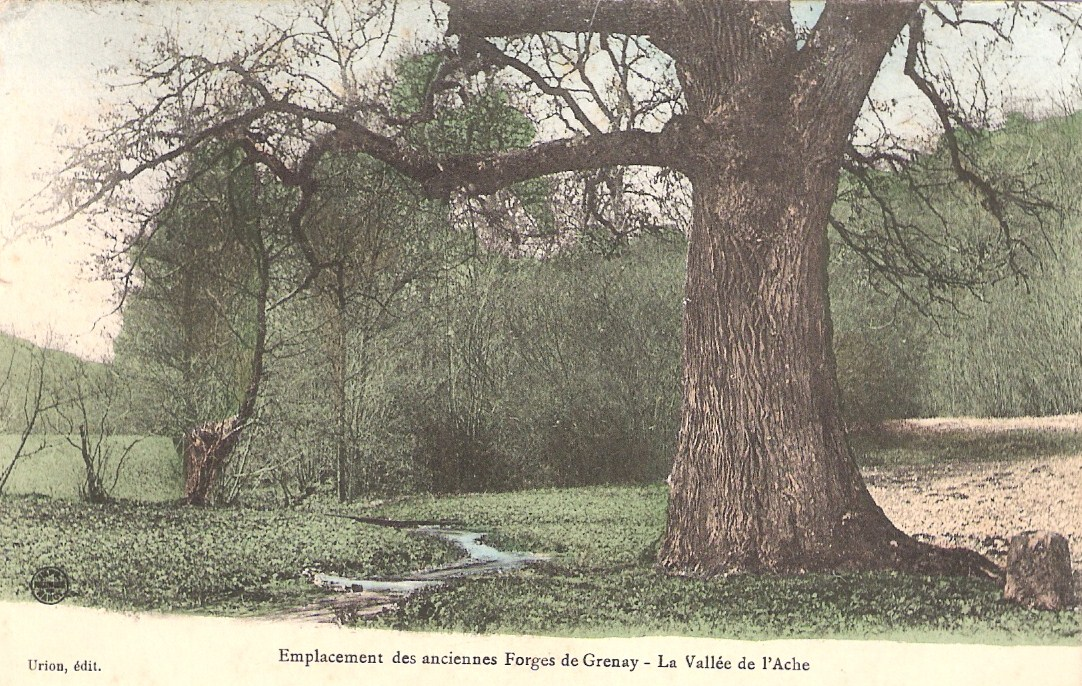
Ruisseau de Grenay. Vallée de l'Ache.

- Le ruisseau de Grosrouvres a sa source à Hamonville. Après un cours de 4 500 mètres, il se jette dans l'Esch au niveau du village de Grosrouvres, en rive gauche ;
- Le ruisseau de l'étang de Rome (ou Rommey sur les anciennes cartes), sort de l'étang de Rome, passe sur le territoire de Royaumeix et conflue avec l'Esch, en rive droite, à Minorville, après un cours de 4 000 mètres ;
- La Réhanne 10,5 km prend sa source et se jette dans l'Esch en rive gauche à Manonville ;
- Le ruisseau de Naly Fontaine prend sa source et se jette dans l'Esch en rive gauche à Manonville ;
- Le ruisseau de Saint-Jacques ou ruisseau de l'Heymonrupt, prend sa source à la fontaine Saint-Jacques, au pied d'un éperon naturel formé par la convergence de deux vallées. Ce lieu est fréquenté depuis la préhistoire et il a été le siège du prieuré d'Heymonrupt, fameux au Moyen Âge et jusqu'au XVIIIe siècle, puis transformé en ferme et aujourd'hui disparu. Il se situe en amont du hameau de Saint-Jean, écart de Martincourt. Le ruisseau de Saint-Jacques se jette dans l'Esch à Martincourt, en rive gauche, après un cours de 2 200 mètres.
- Le ruisseau de Grenay (ou Grené) prend sa source sur le territoire de Rogéville et de jette dans l'Esch en rive droite entre Martincourt et Gézoncourt.

## Histoire économique

### Le flottage
Le flottage est utilisé pour le transport du bois.
Au début du XVIIIe siècle, le ruisseau est rendu flottable en aval du pont de Manonville après que le duc de Lorraine ait imposé aux riverains son curage à la suite des dégâts causés dans la forêt de la Reine par les fortes gelées de l'hiver de 1709. À partir de 1714, un traité est passé avec Guillaume Moluaut, par ailleurs entrepreneur, architecte et maître d'œuvre  de la reconstruction de l'abbaye de Rangéval, pour rendre le ruisseau flottable sur la partie amont à Manonville. La contrepartie est un droit d'exploitation des bois. D'autres concessionnaires lui succèdent.
Au début du XIXe siècle, l'Esse (Esch) est flottable depuis l'étang de la Mosey (Mosée) jusqu'à son embouchure, sur une longueur de 36 kilomètres, mais le volume de bois flotté a diminué (5000 stères par an). Le bois de chauffage est destiné à la ville de Metz. Il provient de la forêt de la Reine, de Minorville, Martincourt, Gézoncourt et Griscourt. La difficulté du flottage provient d'une largeur insuffisante du pertuis des moulins.

### Un projet de canal
Au début du XVIIIe siècle, les questions du désenclavement des provinces et d'une plus grande facilité des transports conduit à de nombreuses études de projets de canaux. En Lorraine, le duc Léopold souhaite participer à l'aboutissement, pour ce qui concerne la partie située sur ses états, d'un projet de « canal des deux mers » reliant la Belgique et la Mer du Nord à la Méditerranée par la Meuse, la Saône puis le Rhône. Alors que l'ingénieur Bavilliers présente au duc un projet de jonction de la Meuse à la Saône par le cours du Vair, Guillaume Moluaut travaille en avril et en mai 1720 à une étude de canal de liaison entre la Moselle et la Meuse, empruntant le cours de l'Esch,. Aucun de ces projets n'aboutira.

### L'énergie hydraulique
Le ruisseau d'Esch a produit pendant plusieurs siècles l'énergie permettant de mouvoir les mécanismes de moulins ou d'industries.
D'amont en aval, il s'agit des établissements suivants :
- Le moulin de Minorville (céréales) ; aujourd'hui disparu ; seules restent les fondations.
- Le moulin au bois de Manonville (céréales) ; ruiné.
- Le moulin de Martincourt-village (céréales) ; reconstruit après la Seconde Guerre mondiale ; arrêté.
- Le moulin Lajus à Martincourt (céréales ) ; ruiné.
- Le moulin de Villévaux à Rogéville, accès depuis Gézoncourt (céréales) ; arrêté au début du XXe siècle ; a produit l'électricité pour les besoins de son propriétaire jusqu'au début du XXIe siècle ; transmis au conseil général de Meurthe-et-Moselle.
- Le moulin de Villers-en-Haye (céréales) ; transformé en maison d'habitation.
- Le moulin de Griscourt (céréales) ; dernier moulin à fonctionner jusque pendant la Seconde Guerre mondiale ; réhabilité en maison d'habitation.
- Le moulin de Jezainville (céréales) est transformé en scierie équipée d'un haut-fer au début du XXe siècle (bois de menuiserie et bois de calage des tuyaux en fonte pour l'usine de Pont-à-Mousson) ; le haut-fer est démonté en 1977 ; l'activité de la scierie est arrêtée au début du XXIe siècle ; il ne reste qu'une infime partie du moulin d'origine, fortement transformé au fil du temps.
- Le moulin de la papeterie, sur le territoire de Jezainville (céréales, papier puis céréales). Au Moyen Âge, un moulin à grain, construit à l'aval de Jezainville, à l'endroit où le ruisseau se sépare en deux bras à proximité de Blénod-lès-Pont-à-Mousson, appartient aux bénédictins de l'abbaye de Saint-Epvre de Toul. Au début du XVIIe siècle, l'université de Pont à Mousson, fondée en 1572, accueille environ deux mille élèves. La consommation de papier étant devenue très importante, tant pour les écritures que pour les thèses (argumentabor) et les impressions, ce moulin est transformé en 1602[16] ou 1604[17] en papeterie. En ce début du XVIIe siècle, la ville de Pont-à-Mousson compte une douzaine d'imprimeurs[18]. Le 3 août 1768, l'université de Pont à Mousson est transférée à Nancy. La papeterie continue de fonctionner jusqu'en 1771, puis elle est démantelée et l'établissement redevient un moulin à grains. Aujourd'hui, les vestiges du moulin sont conservés dans le cadre de la réalisation d'un complexe d'activités de plein air et sportives par la municipalité de Blénod-lès-Pont-à-Mousson, sous la dénomination de « Centre Michel-Bertelle ».
- Le moulin de la vanne à Blénod-lès-Pont-à-Mousson (céréales) ; transformé en maison d'habitation.

## Hydrologie

### À Jézainville

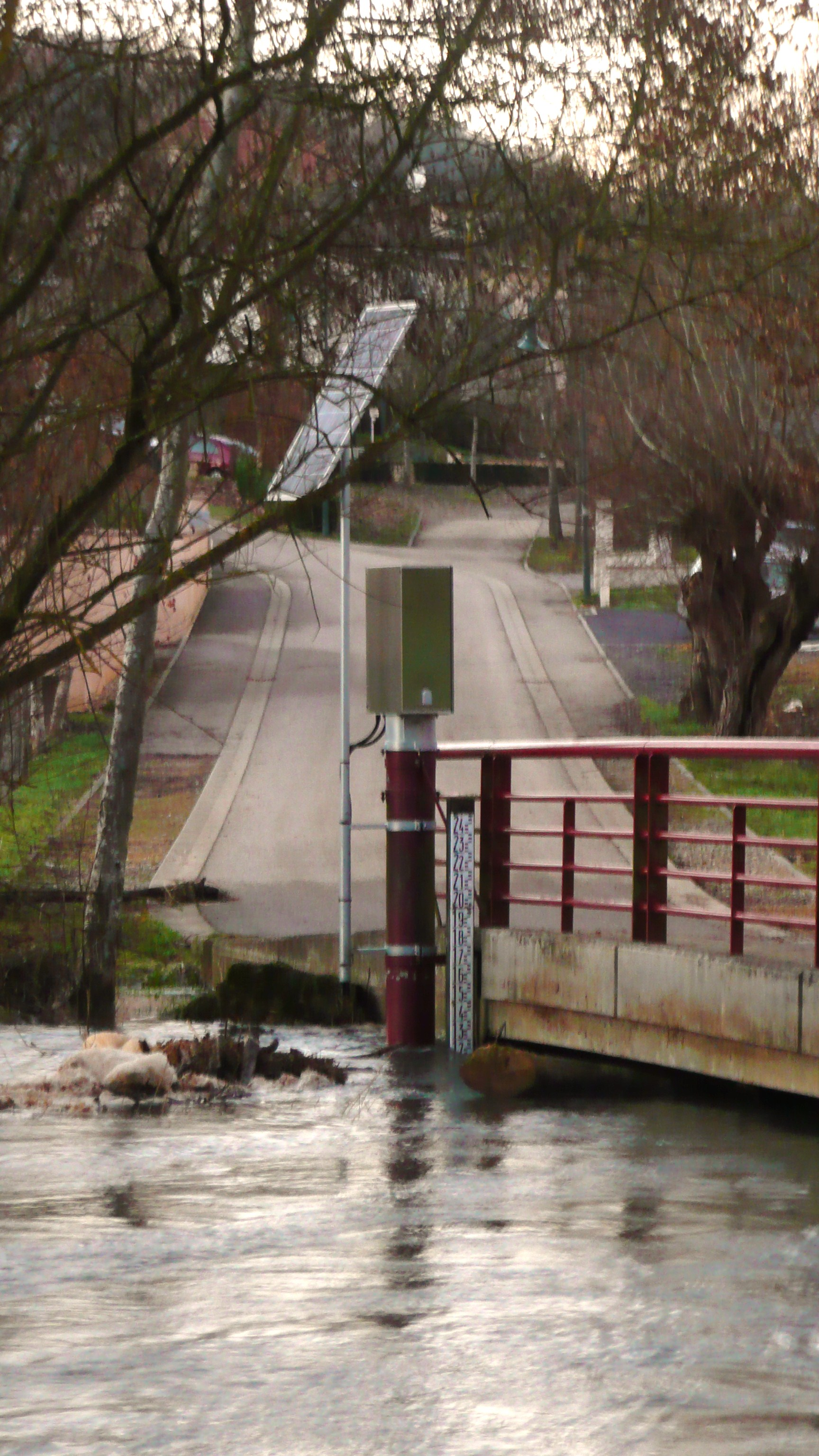
Station hydraulique du pont des patureaux à Jezainville, en hiver.

L'Esch est une rivière assez irrégulière, à l'instar de ses voisines de la région de la Woëvre. Son débit a été observé durant une période de 40 ans (1969-2008), à Jezainville, localité du département de Meurthe-et-Moselle située peu avant son confluent avec la Moselle . La surface ainsi étudiée est de 231 km2, soit 96 % de la totalité du bassin versant de la rivière.
Le module de la rivière à Jezainville est de 1,47 m3/s. 
L'Esch présente des fluctuations saisonnières de débit fort marquées, comme très souvent sur le plateau lorrain. Les hautes eaux se situent en hiver et se caractérisent par des débits mensuels moyens allant de 2,70 à 3,51 m3/s, de janvier à mars inclus (avec un maximum assez net en février). À partir du mois d'avril, le débit baisse progressivement jusqu'aux basses eaux d'été-automne observées de juillet à la mi-octobre, entraînant une baisse du débit mensuel moyen jusqu'à 0,277 m3 aux mois d'août et de septembre (277 litres). Mais ces moyennes mensuelles ne sont que des moyennes et cachent des fluctuations bien plus prononcées sur de courtes périodes ou selon les années.
Aux étiages, le VCN3 peut chuter jusque 0,035 m3/s (trente cinq litres), en cas de période quinquennale sèche, ce qui est assez sévère, le cours d'eau étant alors réduit à un petit minimum. Mais ce fait est fréquent parmi les rivières de la région. 
Les crues peuvent être assez importantes, compte tenu de la taille du bassin versant. Les QIX 2 et QIX 5 valent respectivement 16 et 24 m3/s. Le QIX 10 est de 29 m3/s, le QIX 20 de 34 m3, tandis que le QIX 50 se monte à pas moins de 41 m3/s.
Le débit instantané maximal enregistré à Jezainville a été de 37,3 m3/s le 26 mai 1983, tandis que la valeur journalière maximale était de 34,6 m3/s le même jour. En comparant la première de ces valeurs à l'échelle des QIX de la rivière, il apparaît que cette crue était intermédiaire entre les niveaux de crue vicennal et cinquantennal, et donc destinée à se répéter tous les 40 ans en moyenne.
L'Esch est une rivière peu abondante dans le cadre lorrain. La lame d'eau écoulée dans son bassin versant est de 200 millimètres annuellement, ce qui est nettement inférieur à la moyenne d'ensemble de la France (320 millimètres), et aussi à la moyenne du bassin de la Moselle (445 millimètres à Hauconcourt, en aval de Metz). Le débit spécifique (ou Qsp) atteint 6,3 litres par seconde et par kilomètre carré de bassin.

### Au confluent avec la Moselle
Au confluent de l'Esch avec la Moselle, le module de la rivière vaut 1,53 m3/s pour un bassin versant de 239,3 km2.

## Qualité de l'eau - Pêche
En 2006, l'Agence de l'eau Rhin-Meuse attribuait à l'eau de l'Esch, analysée au niveau de Jezainville, la qualité de « bonne » (catégorie 1B), et ce, en amélioration par rapport à l'année précédente où l'eau n'avait mérité que la qualité de « passable » (catégorie 2).  À noter que le taux de saturation en oxygène atteignait le chiffre de 76 % en 2006, correspondant à 6,3 milligrammes par litre, et que la teneur en ion ammonium ou NH4+ se situait au bon niveau de 0,15 mg/litre, chiffre cependant moins bon que l'année précédente où cet indicateur avait mérité la mention « très bon ».
Du point de vue piscicole, l'Esch est classée cours d'eau de première catégorie (rivière à truites) sur toute la longueur de son parcours.
La Fédération de Meurthe-et-Moselle pour la Pêche et la Protection du Milieu Aquatique, association reconnue d'utilité publique, est chargée, sous la tutelle du Préfet, de mettre en œuvre une politique de gestion et de prévention des milieux aquatiques. Elle a mené en 2008-2009 une étude sur le peuplement de la rivière et la caractérisation du milieu, suivant les différents tronçons homogènes du bassin versant. La finalité est de mettre en œuvre un plan de requalification et de gestion de la rivière et d'atteindre les objectifs de qualité fixés. Une attention particulière est portée au ruisseau de l'Heymonrupt. La fédération a pour objectif de rendre cet affluent fonctionnel pour la réalisation du cycle biologique de la truite fario, et de « disposer » ainsi d’un ruisseau pépinière. L’Heymonrupt est fermé à la pêche par arrêté préfectoral.

## Patrimoine - Curiosités - Tourisme

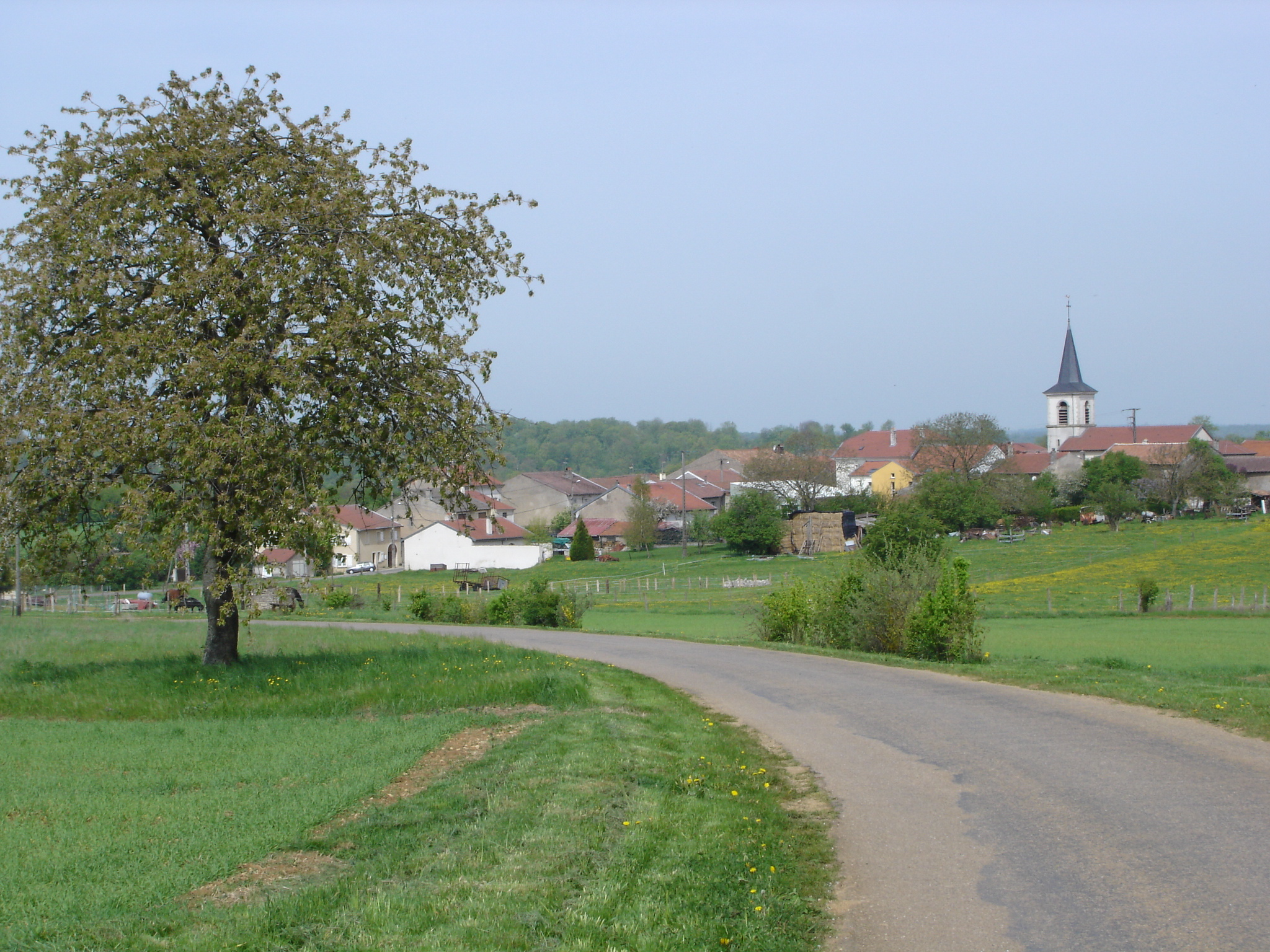
Le village de Rogéville, comme presque l'ensemble du bassin de l'Esch, fait partie du parc naturel régional de Lorraine.

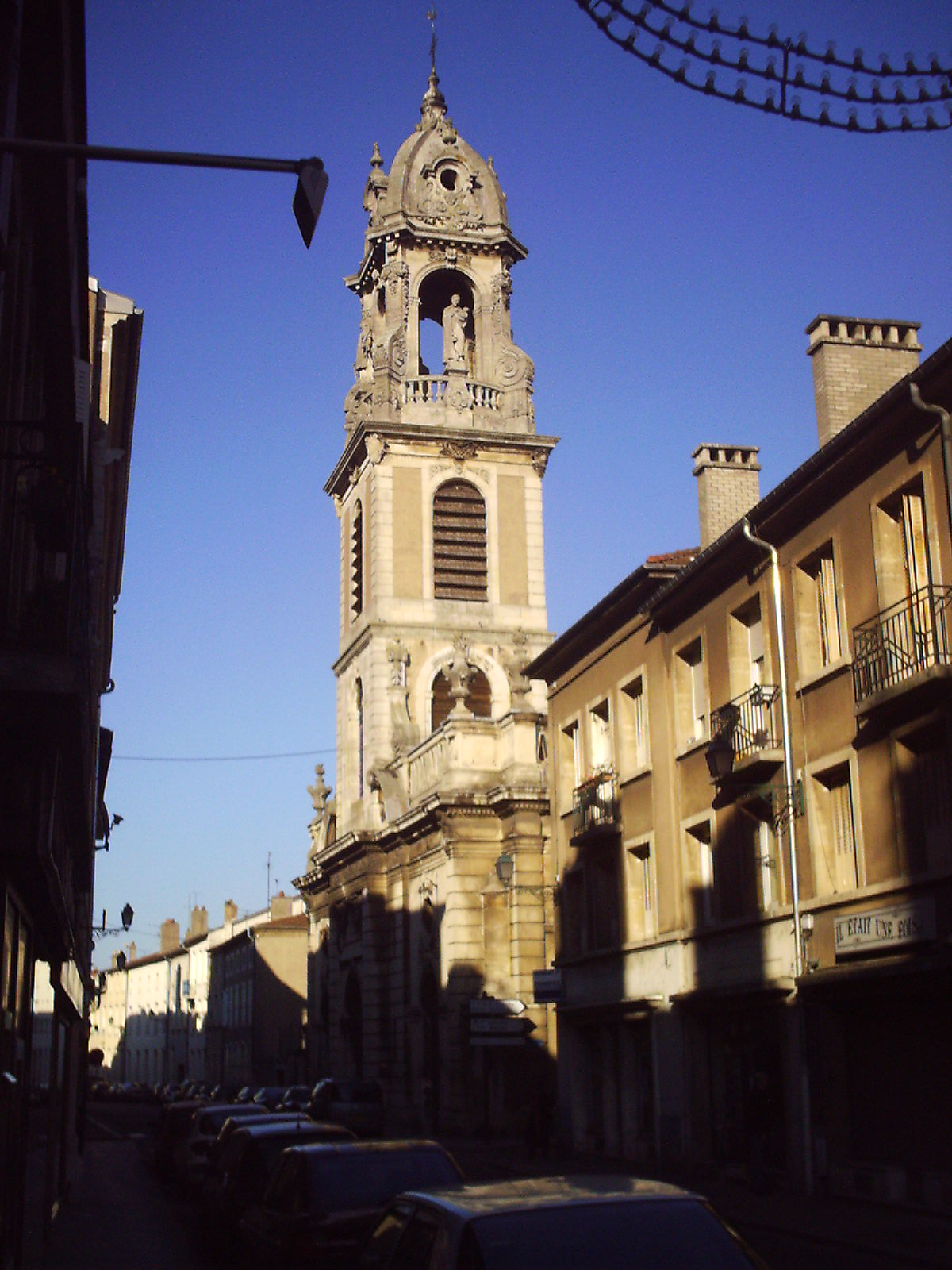
Église Saint-Laurent à Pont-à-Mousson.

- Broussey-Raulecourt : L'église Saint-Gengoult de Broussey du XIXe possède une tour romane du XIIe siècle. Forêt et bois. Plusieurs étangs : Blonneau, Courantoeuil, Bouquenelle.

- Hamonville : Nombreux étangs. Forêt de la Reine. Sentiers balisés. Chasse.

- Ansauville ; Maisons du XVIIe siècle. Forêt de la Reine. Étangs et lac de barrage.

- Royaumeix : Nécropole mérovingienne du Trou d'Enfer. Château du XIXe. Nombreux étangs.

- Grosrouvres : Village lorrain avec maisons du début du XIXe siècle. Église du XVIIIe. Ancien moulin à eau.

- Domèvre-en-Haye : Église à tour romane du XIIe siècle et nef du XVIIIe. Cadran solaire. Bois, sentiers pédestres.

- Manonville : Très beau château du XIVe siècle, remanié ultérieurement, enceinte fossoyée. Église du XVIIIe avec gisant du XVIe. Bois, sentiers pédestres balisés. Gîte rural au château.

- Lironville : Village totalement détruit en septembre 1914. Cimetière militaire français. Forêt. Chasse.

- Martincourt : Château de Pierrefort de 1306 (Monument Historique), avec chemin de ronde couvert, bretèche, restes d'enceinte fossoyée, tour ronde. Vallée de l'Esch (Site Inscrit). Plusieurs gouffres et grottes ou trous. Bois et forêt de Puvenelle. Sentiers pédestres balisés.

- Rogéville :Lavoir à pilastres de pierre et charpente recouverte de tuiles romaines. Église du XVIIIe. Grottes : Trou du Gros Bois. Sentiers balisés.

- Dieulouard : Site de l'antique Scarpone gallo-romaine, construite là où la voie Lyon-Trèves traversait la Moselle. Restes du château du XIe (inscrit Monument Historique). L'ancienne chapelle castrale est devenue l'église Saint-Sébastien, avec crypte Notre-Dame-des-Grottes du XIIe siècle, pietà du XVIe et bien d'autres œuvres d'art et pièces archéologiques.

- Jezainville : Forêt domaniale de Puvenelle (hêtres). Centre équestre, école d'équitation, poneys et chevaux. Randonnées.

- Blénod-lès-Pont-à-Mousson : Église du XIXe avec clocher roman du XIIe.

- Pont-à-Mousson : Nombreux monuments civils et religieux. Place Duroc (Site Inscrit) : maisons du XVIe au XVIIIe siècle (Monuments Historiques). Hôtel de Ville du XVIIIe (Monument Historique). Ancien Collège des jésuites (inscrit Monument Historique), ancienne université (Monument Historique), ancienne abbaye de Prémontrés devenue petit séminaire (Monument Historique) avec église-halle abbatiale à façade baroque. Église Saint-Martin des XIVe, XVe et XVIIe siècles (Monument Historique), contenant une Mise au Tombeau gothique du XIVe, des gisants du XVe, un mobilier religieux et œuvres d'art de toutes époques. Église Saint-Laurent du XVe, remaniée au XVIIIe et XIXe siècles; pietà du XVe, retable du XVIe et Christ du XVe en bois et en pierre, œuvre de Ligier Richier. Aménagement sportif de l'île d'Esch. Canoë-kayak, sports nautique. Centre d'équitation. Chasse et pêche, etc.